# 道の駅根占
道の駅根占（みちのえき ねじめ）は、鹿児島県肝属郡南大隅町根占山本にある国道269号の道の駅である。

## 概要
日本の本土最南端の道の駅である。
本土最南端・佐多岬へ向かう国道269号の大浜海岸沿いに位置し、道を挟んだ海側には海水浴場ゴールドビーチ大浜海水浴場がある。
夏の海水浴の他、錦江湾を挟んだ対岸の薩摩半島や開聞岳など風光明媚な四季折々の景色を楽しめるドライブスポットでもある。

## 施設
- 駐車場
  - 普通車：87台
  - 大型車：2台
  - 身障者用：2台
- トイレ
  - 男：大 4器（2器）、小 11器（7器）
  - 女：10器（7器）
  - 身障者用：2器（1器）
- 公衆電話
- 大浜海浜公園
  - 宿泊施設（16:00 - 翌10:00）
- レストラン（11:00 - 14:30）
- 売店（10:00 - 18:00）

## 休館日
- 火曜日（6月・7月上旬、11月 - 3月）

## アクセス
- 国道269号 - 登録路線

## 周辺
- 佐多岬
- ゴールドビーチ大浜海水浴場